# L'Alzina (Riner)
L'Alzina és una masia situada al municipi de Riner, a la comarca catalana del Solsonès.